# Basocellulair carcinoom
Het basocellulair carcinoom of basaalcelcarcinoom is een vorm van huidkanker. Onder dermatologen wordt de term vaak afgekort tot BCC.
Een basocellulair carcinoom zaait vrijwel nooit uit (metastaseert niet) en komt vooral voor bij oudere mensen op lichaamshuid die veel aan (zon)licht blootgesteld is geweest. Ook jonge mensen kunnen echter een basocellulair carcinoom krijgen. De illustratie geeft een relatief laat stadium weer en is niet representatief voor de meest voorkomende presentatie: een klein glazig-rood bobbeltje van enkele millimeters groot met wat zichtbare bloedvaatjes erin. In een later stadium wordt het vaak een niet-genezend wondje of zweertje waar permanent een korstje op zit. Andere verschijningsvormen ('presentaties') zijn mogelijk. Metastasering op afstand komt eigenlijk niet voor, maar ingroei in omringend weefsel en structuren wel.

## Voorkomen
Het basocellulair carcinoom is veruit de meest voorkomende vorm van kanker in Nederland en vormt ca. 80% van alle vormen van huidkanker. Er overlijden echter amper mensen aan doordat het carcinoom niet uitzaait en goed te behandelen is. 
De incidentie neemt snel toe: In 1973 werden in Nederland 4179 BCC's behandeld, in 2008 bijna 30.000. Geschat wordt dat 1 op de 6 nu levende Nederlanders minstens een keer in zijn of haar leven een basaalcelcarcinoom zal ontwikkelen. Dit legt een grote werkdruk op het relatief kleine aantal beschikbare dermatologen.

## Oorzaak
De belangrijkste oorzaak is de blootstelling aan zonlicht. Misschien bestaat er daarnaast een genetische aanleg. Een zeldzame oorzaak is het basalecelnaevussyndroom/basocellulaire-naevussyndroom.
Ook in huid die bestraald is geweest (met röntgenstraling) kunnen basocellulaire carcinomen ontstaan - vroeger werden bijvoorbeeld wijnvlekken en hemangiomen wel bestraald.
Bij mensen met een donkere huid komt het basocellulair carcinoom veel minder voor. Artsen verklaren de toename vooral door een levensstijl waarbij veel meer blootstelling aan zonlicht plaatsvindt dan vroeger. Daarnaast is er ook sprake van een betere registratie en worden er meer BCC's gevonden door een sterkere bewustwording bij zowel het publiek als huisartsen, meestal de eersten die zo'n huidplekje van een patiënt onder ogen krijgen. Toch lijkt een viervoudige toename in de laatste 40 jaar reëel.

## Typen
Naargelang de groeiwijze worden verschillende typen van het basocellulair carcinoom onderscheiden: 
- nodulair - groei in een goed begrensd bolletje, weer te onderscheiden in macro- en micronodulair.
- sprieterig - met uitlopers groeiend, (en dus moeilijker te verwijderen)
- oppervlakkig - niet in diepere lagen, daarom vaak toegankelijk voor niet-chirurgische behandeling
- romphuidcarcinoom - op de huid van de romp, eczeemachtig aspect, minder relatie met zonlicht. Worden vaak lang niet onderkend en ten onrechte als eczeemplekje behandeld.
- morfea-type basocellulair carcinoom - vooral verlittekenend en met weinig zichtbare groei.

## Behandeling
- Er is in Nederland een landelijke Richtlijn Basaalcelcarcinoom van het Kwaliteitsinstituut voor de Gezondheidszorg (CBO)[4], waarin behandelrichtlijnen worden gegeven voor de behandelende arts. Meestal zal dit een dermatoloog zijn, maar ook huisartsen kunnen bepaalde basocellulaire carcinomen zeker behandelen. Iedere arts staat het vrij om van deze richtlijn af te wijken als daarvoor goede redenen bestaan. Bij de keuze van behandeling spelen overwegingen als grootte, locatie, groeiwijze en cosmetische overwegingen een rol. Een basocellulair carcinoom op de rug kan bijvoorbeeld prima door de huisarts worden verwijderd, als maar gecontroleerd wordt dat het plekje in zijn geheel is verwijderd door middel van laboratoriumonderzoek van het verwijderde huidpreparaat. Voor een basocellulair carcinoom op de neus zal men eerder verwijzen naar een in de Mohs-chirurgie (zie hieronder) gespecialiseerde arts. Het aantal basocellulaire carcinomen neemt zo snel toe dat huisartsen vaker dan vroeger zelf sommige ervan behandelen. Iedere huisarts ziet er verscheidene per jaar, soms verscheidene per maand.
- Meestal wordt chirurgische verwijdering met een snijmarge van drie of vijf millimeters toegepast. De marge wordt bepaald door de grootte en het soort van het basocellulair carcinoom: is het oppervlakkig, groeit het in nestjes of is het juist sprieterig? Als de snijvlakken vrij zijn, kan worden volstaan met een geregelde nacontrole om bij een eventueel recidief snel in te kunnen grijpen. Om te bepalen welke marge bij verwijdering moet worden gehanteerd, neemt de dermatoloog meestal eerst een stansbiopt uit de plek om de groeiwijze te bepalen.
- Bij basocellulaire carcinomen die op een ongunstige plaats liggen is het soms niet gemakkelijk om voldoende marge aan te kunnen houden bij het verwijderen (bijvoorbeeld op de neus of bij het oog). Dan kan worden gekozen voor de zogenaamde Mohs-chirurgie, waarbij direct na excisie de randen van het verwijderde weefsel nauwkeurig onder de microscoop worden onderzocht om zo nodig aan de juiste snijrand nog een extra stukje weefsel te kunnen verwijderen. Dit voorkomt het onnodig verwijderen van gezond weefsel. Mohs' chirurgie wordt uitgevoerd volgens een duidelijk omschreven protocol waarbij de preparaatranden worden gekleurd. De behandeling vereist intensieve samenwerking tussen een dermatoloog en een patholoog, en de gehele ingreep duurt vaak enige uren en is dus ook kostbaar. In voorkomende gevallen wordt ook een plastisch chirurg ingeschakeld voor de reconstructie. Daarom werd deze behandeling aanvankelijk slechts in enkele (meest universitaire) klinieken uitgevoerd. Het aantal is de laatste jaren echter flink toegenomen. Nederland kent hiervoor behandelcentra in onder meer Deventer, Hoorn, Amsterdam, Rotterdam, Maastricht, Groningen, Nijmegen, Breda, Eindhoven, Twente en Zwolle.
- Radiotherapie kan een optie zijn bij basocellulaire carcinomen die moeilijk chirurgisch te behandelen zijn. Een voorbeeld is een basocellulair carcinoom op de neuspunt.
- Vooral in het verleden koos men wel voor bevriezing (cryochirurgie) en curettage in combinatie met elektrodesiccatie (verbranden).

## Behandeling van oppervlakkige basalecelcarcinomen
Bij dunne, oppervlakkige basocellulair carcinoom zijn er extra behandelmogelijkheden:
- Fluoro-uracil-crème. Fluoro-uracil is een cytostaticum/kankerremmend geneesmiddel, dat intraveneus ook voor andere kankers wordt gebruikt. In crème-vorm is het matig effectief bij oppervlakkige basocellulaire carcinomen.
- Imiquimod-crème is een middel dat het immuunsysteem stimuleert, zodat het afweersysteem de afwijkende cellen opruimt.
- Fotodynamische therapie (PDT) met 5-aminolevulinezuur of methyl-aminolevulinezuur. Vooral de afwijkende cellen worden hierdoor gevoelig voor licht en sterven zodra de huid belicht wordt.

Deze behandelmogelijkheden laten minder littekens achter dan chirurgie. Het nadeel is dat de behandelingen minder vaak tot volledige genezing leiden en er slechts op het oog gecontroleerd kan worden of de huidkanker weg is.
Bij basocellulaire carcinomen bij hoogbejaarden kan soms worden overwogen of behandeling, zeker als die verminkend is, nog wel nodig is. De groei is vaak zo langzaam dat overlijden aan andere oorzaken zal plaatsvinden voordat het basocellulair carcinoom andere dan cosmetische klachten gaat geven.